# هاكينج تيم
هاكينج تيم (بالإنجليزية: Hacking Team) شركة تقنية معلومات إيطالية يقع مقرها في ميلانو، تبيع الشركة إمكانات مراقبة واختراق هجومي للحكومات ووكالات إنفاذ القانون والشركات. تتيح «نظم السيطرة عن بعد» Remote Control Systems التي تنتجها الشركة للحكومات والشركات إمكانية مراقبة اتصالات الإنترنت، ويقوم النظام بفك تشفير الملفات ورسائل البريد الإلكتروني وتسجيل الاتصالات عبر بروتوكول الصوت فوق الآي بي ومكالمات سكايب، كما يوفر النظام إمكانية تنشيط ميكروفون وكاميرا الحاسوب المستهدف من بعد. تنتقد الشركة لتوفيرها هذه الإمكانات لحكومات ذات سجل سيء في مجال حقوق الإنسان. صرحت الشركة بأن لديها القدرة على وقف البرنامج إذا استخدم بطريقة غير أخلاقية.
في يوليو 2015، تعرضت الشركة للاختراق ونشر المخترقون 400 جيجابايت من الوثائق الداخلية ومراسلات البريد الإلكتروني والشفرة المصدرية لبرمجيات الشركة. وتمكن المخترقون من اختراق حساب تويتر الخاص بالشركة ووضعوا تغريدة تقول «نظرًا لأنه لا يوجد لدينا ما نخفيه فإننا سننشر كل رسائلنا الإلكترونية وملفاتنا وشفرات المصدر الخاصة بنا.»
في أبريل 2016، أُعلن عن أن مكتب سياسات التجارة الدولية التابع لوزارة التنمية الاقتصادية الإيطالية قد سحب إذن التصدير الدولي المفتوح المعطى للشركة، وأصبح عليها الحصول على إذن خاص لكل عقد تصدير.